# Sebring-Vanguard

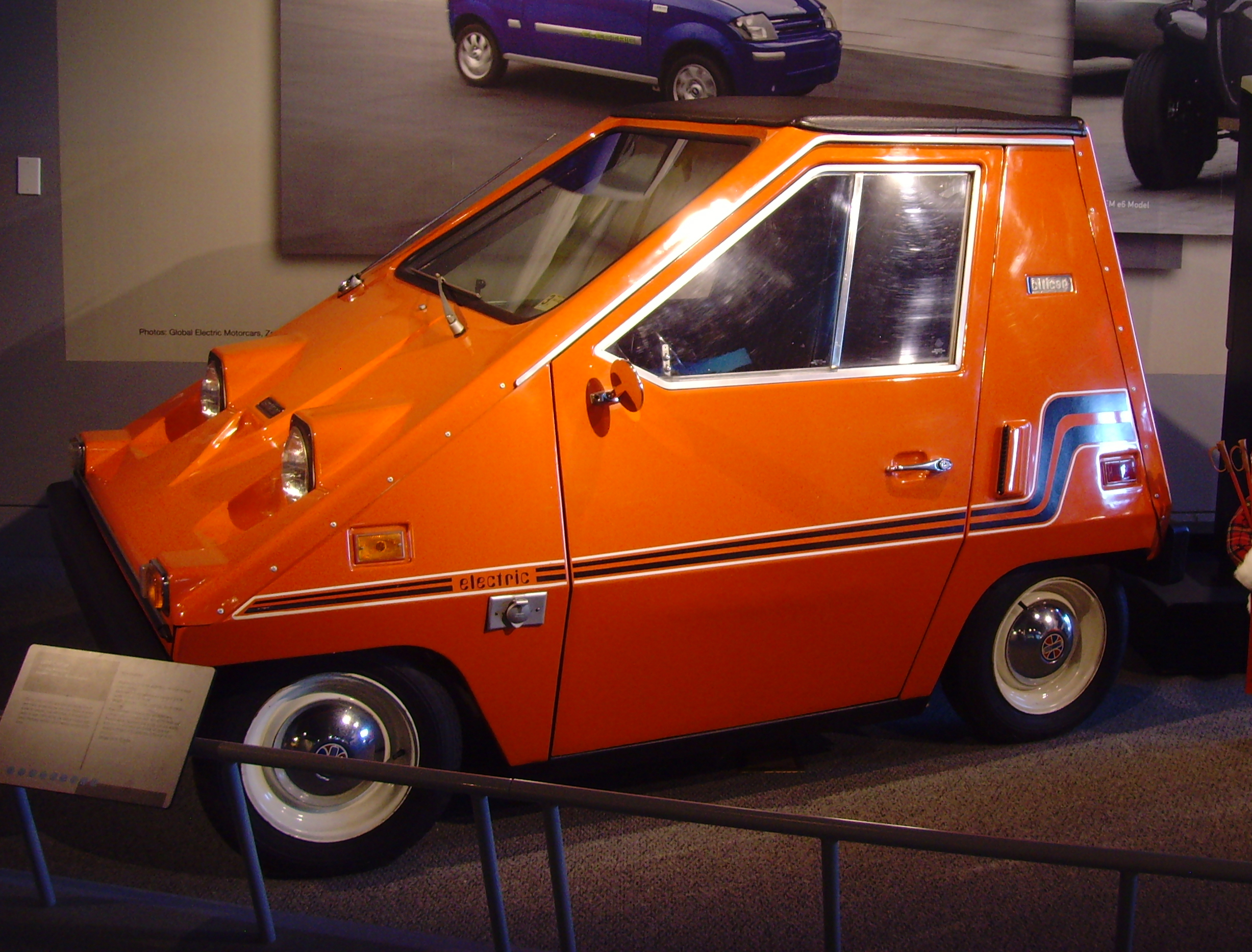
Citicar w muzeum

Sebring-Vanguard Inc. – dawny amerykański producent elektrycznych mikrosamochodów z siedzibą w Sebring działający w latach 1974–1978.

## Historia

### Citicar
Przedsiębiorstwo Sebring-Vanguar powstało w amerykańskim stanie Floryda w mieście Sebring na początku lat 70. XX wieku. Firma powstała w okresie wzrostu zainteresowania alternatywnymi źródłami napędu po kryzysie paliwowym, który uderzył w gospodarkę Stanów Zjednoczonych w 1972 roku. W drastycznym stopniu wpłynął on na kształt lokalnej motoryzacji, zmuszając producentów do zmniejszenia wielkości i mocy swoich samochodów, a także zmagania się ze spadkiem popytu. W odpowiedzi na te niesprzyjające czasy, lokalny dealer Chryslera Bob Beaumont zdecydował się zamknąć i sprzedać swój biznes, a pozyskane środki przeznaczyć na rozwój autorskiej konstrukcji samochodu elektrycznego.
Efektem prac był awangardowo stylizowany mikrosamochód o napędzie w pełni elektrycznym, który otrzymał nazwę Citicar. Produkcja pojazdu rozpoczęła się w 1974 roku i trwała przez kolejne 3 lata, kończąc się w 1977 roku. Łącznie zbudowano ok. 2600 egzemplarzy pojazdu, czyniąc go najpopularniejszym samochodem elektrycznym drugiej połowy XX wieku w Stanach Zjednoczonych. Przedsiębiorstwo Sebring-Vanguard ogłosiło upadłość w 1978 roku, wyprzedając swoją masę upadłościową na rzecz opłacenia wierzycieli. 

### Comuta-Car
Rok po upadłości Sebring-Vanguard, prawo do wznowienia produkcji Citicara przejęło inne przedsiębiorctwo Commuter Vehicles z amerykańskiego St. James City w okolicznej Florydzie, które po modyfikacjach nadwozia w celu sprostania nowym normom bezpieczeństwa trafiło poownie do produkcji w 1979 roku pod nazwą Commuta-Car. Pod tą postacią pojazd wytwarzano przez kolejne 2 lata, znikając ostatecznie z rynku w 1981 roku.

## Modele samochodów

### Historyczne
- Citicar (1974–1977)